# 离子化合物

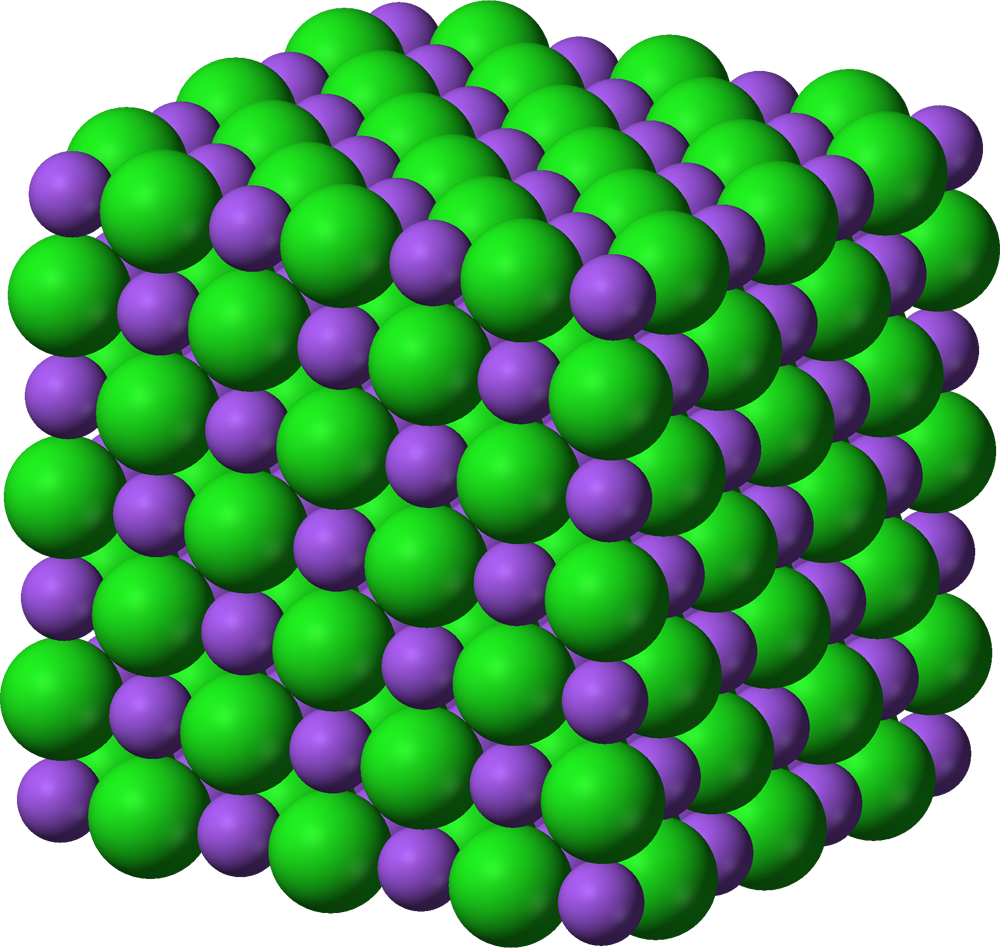
氯化钠，一种离子化合物

离子化合物，是由带负电的阴离子和带正电的阳离子组成，以本质上是库仑力的离子键相结合的化合物。组成离子化合物的离子可以是单原子离子（例如钠离子 Na+和氯离子 Cl−）或是原子团（例如铵 NH+
4和碳酸根 CO2−
3）。离子化合物中的单个离子通常有多个最近的离子，因此不被认为是分子，而是连续三维网络的一部分。离子化合物在固态下通常会形成晶体。
含有碱性的氢氧根（OH−）或氧离子（O2−）的离子化合物被分类为碱。含有酸性的氢正离子（H+）的离子化合物被分类为酸。含有相同浓度的酸性和碱性的离子化合物被称为盐，可以通过中和反应产生。离子化合物也可以通过溶剂的蒸发、沉淀、冷冻、固相反应，或反应性金属与反应性非金属（如卤素气体）的电子转移反应产生。
离子化合物通常熔点和沸点较高，而且又硬又脆。固态下的离子化合物几乎都是绝缘体，不过在熔融时或电离产生其组成离子的水溶液中时能导电，因为其中的离子可以自由移动。
大部分离子化合物在常温下是固体，但也有一些常温下存在于液态离子化合物，它们通常是一些含有复杂有机组份的盐。注意液态离子化合物和离子化合物溶液的区别，后者中含有一些不带电的分子。

## 发现史

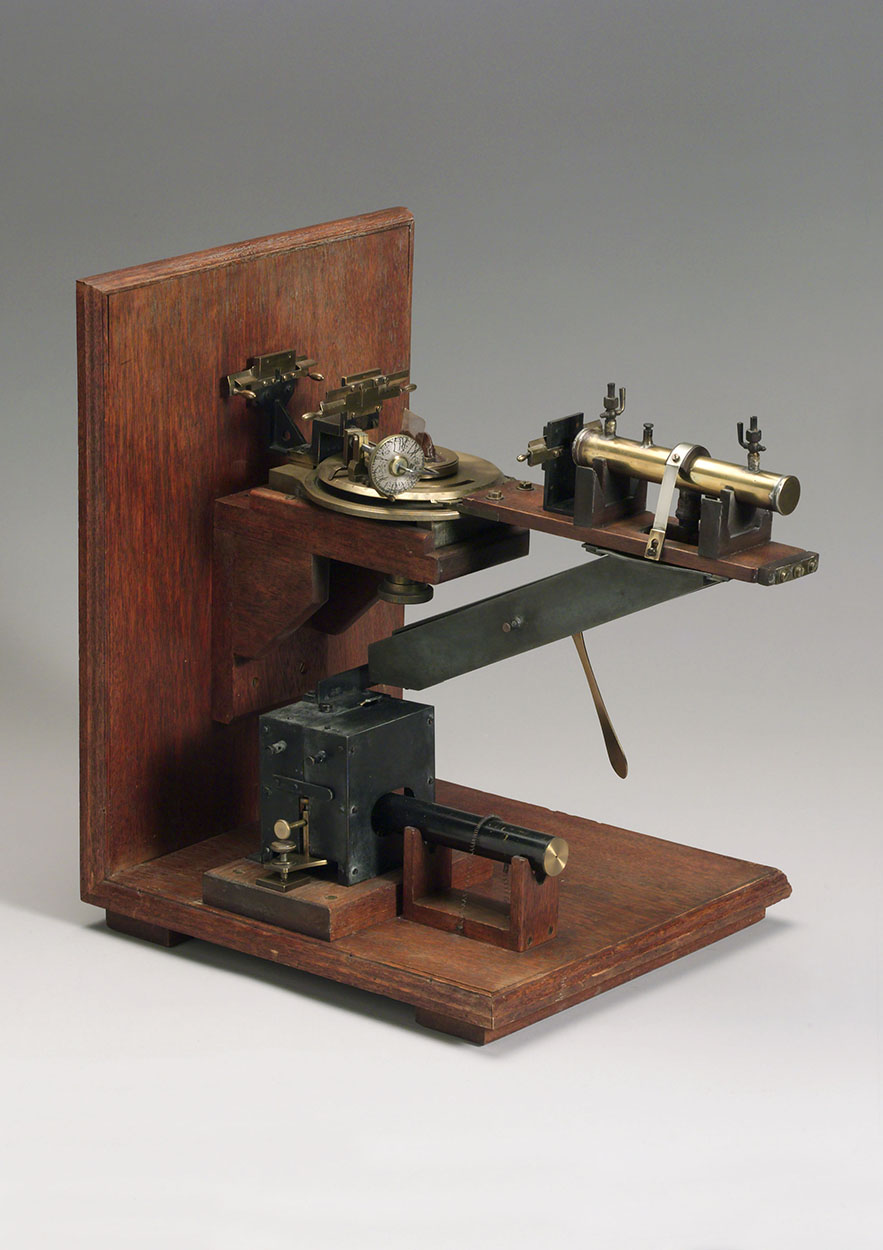
威廉·亨利·布拉格开发的X射线光谱仪

1913年，威廉·亨利·布拉格和威廉·劳伦斯·布拉格确定了氯化钠的晶体结构。他们发现每个原子都有六个等距的相邻原子，表明了这些成分不是排列成分子或有限的聚集体，而是一个长距离的网络晶体排列。许多其它的无机化合物也被发现具有类似的结构特征。这些化合物很快被假设是由离子而不是电中性的原子构成，但直到1920年代中期进行X射线反射实验（检测电子密度）时，才发现了这一假设的证据。
离子晶体结构理论处理发展的主要贡献者是马克斯·玻恩、弗里茨·哈伯、阿尔弗雷德·朗德、埃尔文·马德隆、保罗·彼得·埃瓦尔德和卡西米尔·法扬斯。玻恩基于离子成分的假设预测了晶体能量，这与热化学的测量结果非常吻合，进一步支持了这个假设。

## 形成

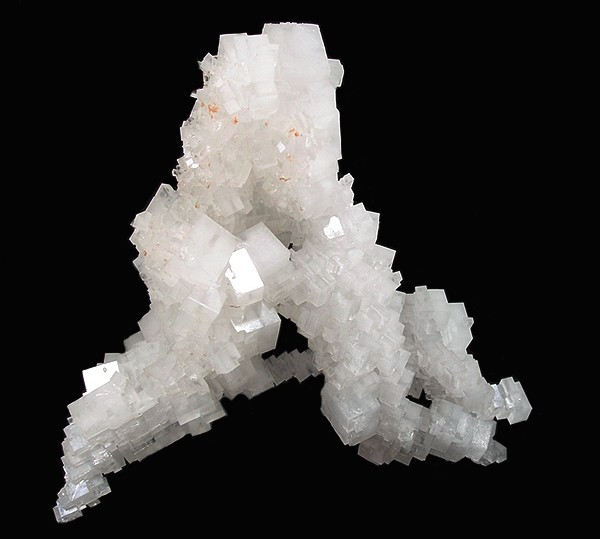
食盐是氯化钠的矿物形式，是由咸水蒸发留下离子而成的。

离子化合物可以通过其组成离子的蒸发、沉淀或冷冻产生。像是碱金属的活泼金属可以和电负性高的卤素气体直接反应，形成离子化合物。离子化合物也可以通过固体间的高温反应而成。
如果这种离子化合物可溶于溶剂，则可以通过从它的电解质溶液中蒸发溶剂，获得离子化合物晶体。当溶剂蒸发时，离子不会和蒸气一起离开，而是留在剩余的溶液中。当这些离子的浓度足够高时，就会成核并结晶成离子化合物。这个过程在自然界中广泛发生，是形成蒸发岩的方法。从溶液中得到离子化合物的另一种方法包括在高温下使溶液饱和，然后通过降低温度来降低离子化合物的溶解度，直到溶液过饱和并成核。 
不可溶的离子化合物可以通过混合两种溶液来形成沉淀，一种溶液有它的阳离子，另一种则有它的阴离子。由于所有的溶液都是电中性的，所以这两种溶液一定也有电荷不同的平衡离子。为了确保这些平衡离子不会污染沉淀的离子化合物，需要确保它们也不会一起沉淀。如果两种溶液的平衡离子分别是氢离子和氢氧根离子，它们将在所谓的中和反应中相互反应，形成水。另一种方法是选择平衡离子，以确保即使这些平衡离子组成离子化合物，它们仍将以旁观离子的形式溶于溶液中。
如果溶剂是水，而且离子化合物是以蒸发或沉淀法形成的，那么形成的离子晶体很可能含有结晶水，故称为水合物。水合物和无水物可能有非常不同的化学性质。
熔融的盐会在冷却至其凝固点以下时凝固。有时，固体反应物的固体合成需要先熔化，才能形成复杂的离子化合物。在其它情况下，这些固体反应物不需要先融化，而是通过固相反应路线反应。在这个方法中，反应物被反复精细研磨成糊状，然后加热到反应物混合物中的离子可以一起扩散的温度。
在某些高反应性金属（通常是碱金属或碱土金属）和高电负性的卤素气体或水的反应中，这些原子可以通过电子转移而离子化，这一过程可以使用玻恩-哈伯循环从热力学上来理解。

## 成键

钠和氟进行氧化还原反应形成氟化钠的电子壳示意图。钠失去其外部电子以使其达到稳定的电子构型，并且该电子放热进入氟原子。这些带相反电荷的离子会相互吸引，形成氟化钠固体。

离子化合物中的离子主要由这些离子的电荷之间的静电力保持在一起，尤其是阴离子的负电荷和阳离子的正电荷之间的长程库仑吸引力产生的离子键。离子化合物中还有一个小的额外吸引力范德华力，它仅贡献小离子内凝聚力的1-2%左右。由于泡利不相容原理，当一对离子足够接近以使其外层的电子壳层（大多数简单离子具有闭合壳层）重叠时，就会发生短程排斥力。当原子核被特定的平衡距离分开时，这些力之间的平衡具有最小的势能。
如果两个离子的电子结构受到彼此存在的影响，则共价键也有助于形成离子化合物。离子化合物中的键不可能是纯离子键（只由静电力保持在一起）。就算是电负性最大的氟和电正性最大的铯形成的氟化铯也表现出很小程度的共价性。相反的，不同原子之间组成的共价键通常表现出一些电荷分离，并且可以被认为具有部分离子键的特性。通常可以使用法杨原则来理解化合物具有离子或共价特性的情况，该规则仅使用电荷和每个离子的大小。根据这些规则，具有最多离子键特性的化合物将来自具有带低电荷的大正离子，并与带高电荷的小负离子结合。更普遍的软硬酸碱理论也可以应用于此，其中具有最多离子键特性的化合物是由硬酸和硬碱组成的化合物：小的、带高电荷的离子，且阴离子和阳离子之间的电负性差异很大。这种电负性的差异意味着即使离子接触时，电荷分离和由此产生的偶极矩也会保持不变（阴离子上的多余电子不会转移或极化以中和阳离子）。

## 结构

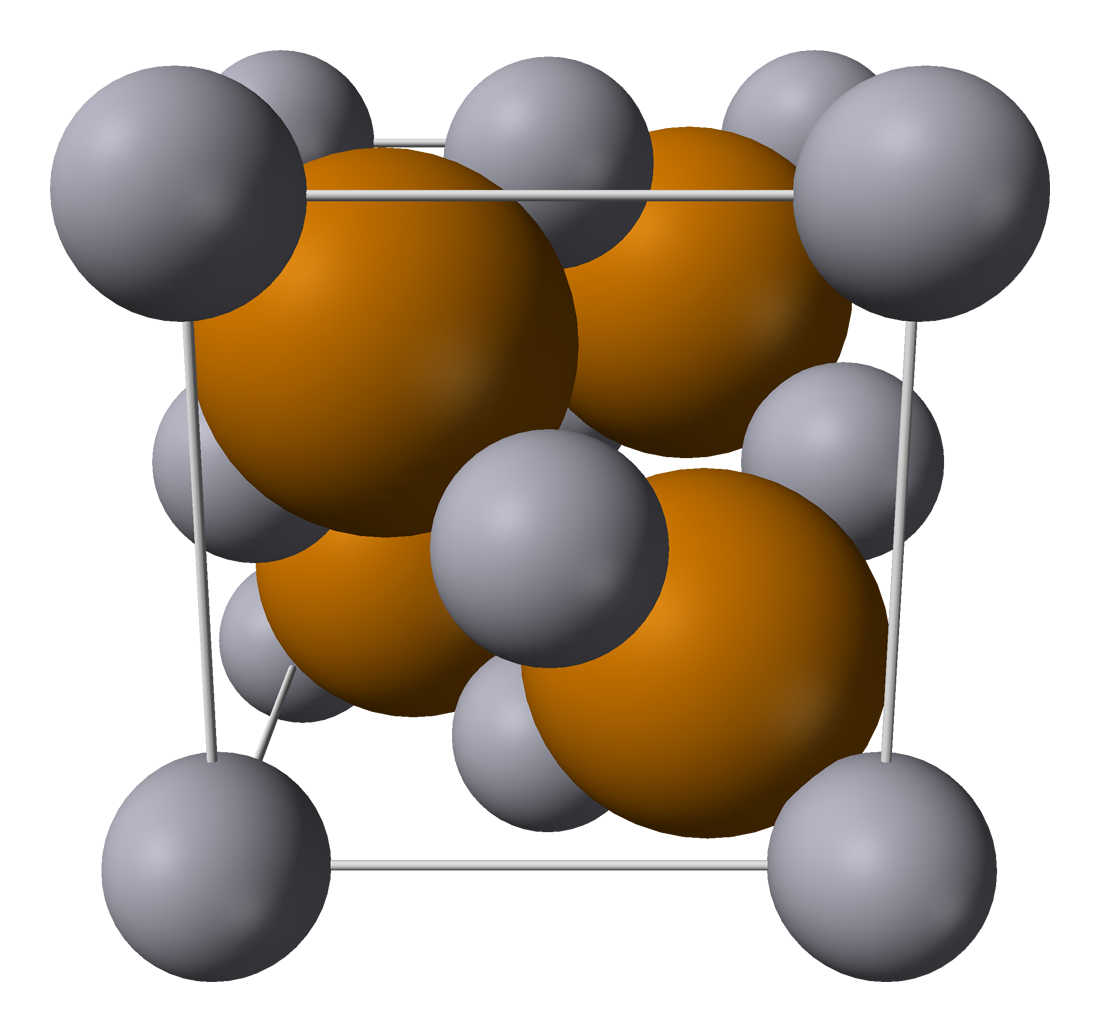
闪锌矿结构的晶胞

离子化合物中的离子通常排列成非常规则的晶体结构，以最小化晶格能（最大化吸引力和最小化排斥力）。晶格能是所有位点与所有其它位点相互作用的总和。对于不可极化的球形离子，仅需要得到它们的电荷和距离来确定静电相互作用的能量。对于任何特定的理想晶体结构，所有距离都与最小核间距离在几何上相关。因此，对于每种可能的晶体结构，其总静电能量可以与最近相邻距离处单位电荷的静电能量通过一种叫做马德隆常数的乘法常数相关联，该乘法常数可以通过埃瓦尔德求和有效计算。当假定附加排斥能的形式合理时，总晶格能可以通过玻恩–朗德方程、玻恩-迈耶方程、或者在没有结构信息的情况下可使用卡普斯钦斯基方程计出。
离子可以更简单地近似为不可穿透的硬球。在这些系统中，阴离子的排列通常与球的密堆积排列有关，而阳离子则占据四面体或八面体形的间隙。根据离子化合物的化学计量数和阳离子和阴离子的配位（主要由半径比决定），可以形成很多种结构，并在理论上被鲍林法则合理化。
| 通式  | 阳离子:阴离子配位数 | 空隙位点                       | 空隙位点                       | 阴离子为面心立方堆积结构 | 阴离子为面心立方堆积结构 | 阴离子为六方最密堆积结构 | 阴离子为六方最密堆积结构 |
| 通式  | 阳离子:阴离子配位数 | 结构                           | 极限半径比                     | 例子                     | 马德隆常数               | 例子                     | 马德隆常数               |
| ----- | ------------------- | ------------------------------ | ------------------------------ | ------------------------ | ------------------------ | ------------------------ | ------------------------ |
| MX    | 6:6                 | 全部八面体                     | 0.4142                         | 氯化钠                   | 1.747565                 | 红砷镍矿                 | <1.73                    |
| MX    | 4:4                 | 交替四面体                     | 0.2247                         | 闪锌矿                   | 1.6381                   | 纤维锌矿                 | 1.641                    |
| MX2   | 8:4                 | 全部四面体                     | 0.2247                         | 萤石                     | 5.03878                  |                          |                          |
| MX2   | 6:3                 | 一半是八面体（交替层全充满）   | 0.4142                         | 氯化镉                   | 5.61                     | 碘化镉                   | 4.71                     |
| MX3   | 6:2                 | 三分之一是八面体               | 0.4142                         | 三溴化铑                 | 6.67                     | 碘化铋                   | 8.26                     |
| M2X3  | 6:4                 | 三分之二是八面体               | 0.4142                         |                          |                          | 刚玉                     | 25.0312                  |
| ABO3  |                     | 三分之二是八面体               | 0.4142                         |                          |                          | 钛铁矿                   | 视阳离子的电荷和结构     |
| AB2O4 |                     | 八分之一是四面体，一半是八面体 | rA/rO = 0.2247, rB/rO = 0.4142 | 尖晶石，反尖晶石         | 视阳离子和位点分布       | 橄榄石                   | 视阳离子和位点分布       |

在某些情况下，阴离子采用简单立方结构堆积，观察到的常见结构有：
| 通式 | 阳离子:阴离子配位数 | 空隙位点 | 结构性质 | 结构性质   | 结构性质   |
| 通式 | 阳离子:阴离子配位数 | 空隙位点 | 例子     | 极限半径比 | 马德隆常数 |
| ---- | ------------------- | -------- | -------- | ---------- | ---------- |
| MX   | 8:8                 | 全充满   | 氯化铯   | 0.7321     | 1.762675   |
| MX2  | 8:4                 | 半充满   | 氟化钙   |            |            |
| M2X  | 4:8                 | 半充满   | 氧化锂   |            |            |

一些离子液体，特别是阴离子或阳离子的混合物如果冷却足够快，使得没有时间来成核，就会形成离子玻璃（没有长距离的规律）。

### 缺陷
在一个离子晶体里通常会有一些缺陷，但为了使其电中性，这些缺陷一定会成对存在。弗伦克尔缺陷包含一个阳离子空位和一个可以在晶体的任何地方出现的间隙阳离子，主要出现在低配位数，且阳离子比阴离子小很多的离子化合物中。肖特基缺陷则是阴离子和阳离子都有一个空位，而这些离子则出现在晶体表面。肖特基缺陷主要出现在高配位数，且阳离子和阴离子的大小接近的离子化合物中。如果阳离子有多个可能的氧化态，那么阳离子的空位可以被具有较高氧化态的阳离子补偿，从而产生非整比化合物。另一种形成非整比化合物的可能性是F中心的形成，其中一个自由电子出现在阴离子的空位。当一个离子化合物有三种或以上的离子时，将可能出现更多种晶体缺陷。所有这些缺陷都可以通过热振动产生，并具有热力学平衡。因为晶体缺陷需要很多能量来产生，但对熵增有益，因此在更高的温度下会有更高的缺陷浓度。一旦缺陷产生，它们就可以在晶格位置之间扩散。缺陷的可动性是离子晶体内大多数传输现象的来源，包括扩散和固态离子电导率。当弗伦克尔缺陷中的空位和间隙阳离子碰撞时，它们就会回到原位并歼灭缺陷。类似的，当肖特基缺陷来到晶体表面，它们就会消失。一般来说，晶体缺陷会使晶格参数增大，并减少晶体的整体密度。缺陷还会导致离子处于截然不同的局部环境中，从而导致它们处在不同的晶体场中，尤其是与不同的阳离子交换晶格位点的情况下。这会导致d轨道不同的分裂，因此吸收的光（以及颜色）可以随着缺陷浓度而变化。

## 性质

### 酸碱性
含有氢正离子 H+的离子化合物被归类为酸，而含有电正性阳离子和碱性的氢氧根 OH−或氧离子 O2−的离子化合物被归类为碱。其它的离子化合物被称为盐，可以通过酸碱反应产生。
一些离子是两性的，可以同时和酸与碱反应。它们通常是电正性较低的金属的氧化物或氢氧化物（所以有显著的共价性），例如氧化锌、氢氧化铝、氧化铝和一氧化铅。

### 熔点和沸点
当离子的电荷很高时，离子之间的静电力最强，离子之间的距离很小。在这种情况下，这些化合物通常具有非常高的熔点和沸点，且有低蒸气压。当考虑晶体结构和离子尺寸比时，甚至可以更好地解释离子化合物熔点的趋势。离子固体的温度超过其熔点时，它们就会融化，变成熔盐（尽管一些像是氯化铝和三氯化铁的离子化合物在液态下有分子状结构）。具有小离子的离子化合物具有高熔点，因此在室温下为固体。一些有较大离子的物质会有接近或比室温更低的熔点（定义为熔点100 °C以下），它们被称为离子液体。离子液体中的离子通常电荷分布不均匀，或者有像烃链这样庞大的取代基，这也在决定相互作用的强度和对熔化的倾向方面中发挥作用。
即使当离子固体的局部结构和离子键被破坏到足以熔化它时，它们之间仍然存在着强大的长程静电引力，将液体保持在一起并防止离子沸腾成气体。 这代表即使室温下的离子液体有低蒸汽压，它们还是需要高温来沸腾。离子化合物的沸点在离子大小和其他相互作用的强度方面表现出与熔点相似的趋势。当离子化合物沸腾时，这些离子仍然没有和它的平衡离子分开。举个例子，气相的氯化钠以双原子“分子”存在。

### 脆性
大部分离子化合物都是很脆的。当它们达到强度极限时，因为它们必须保持阴阳离子的严格排列，所以不能延展。相反，离子化合物通过解理发生断裂。随着温度升高（通常接近熔点），离子化合物会发生延脆转移，并且通过位错的运动使塑性流动成为可能。

### 压缩性
离子化合物的压缩性由其结构，尤其是配位数决定。举个例子，氯化铯结构的卤化物（配位数8）的压缩性比氯化钠结构的（配位数6）低，而后者的压缩性又比配位数4的离子化合物低。

### 溶解性
当离子化合物溶解时，其中的离子会离解，并被溶剂溶剂化，分散在溶液中。因为这些可以导电的离子在溶解时被释放到溶液中，所以可溶的离子化合物是最常见的一类强电解质，而这些溶液会有高电导率。

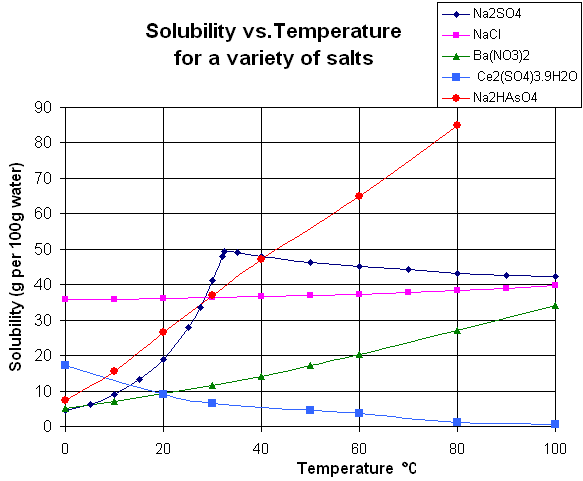
各种离子化合物在不同温度下的水溶性。一些表现出不寻常溶解行为的化合物也被包括在内。

离子化合物在极性溶剂（例如水）或离子液体中的溶解度最高，在非极性溶剂（例如汽油）中的溶解度较低。这主要是因为所产生的离子-偶极子相互作用明显强于离子诱导偶极子相互作用，所以溶解热更高。当固体离子晶格中带相反电荷的离子被极性分子的相反极包围时，固体中的离子就会被拉出晶格，进入液体中。如果溶剂化产生的能量超过晶格能，负的净溶解热会提供热力学上的驱动，使晶体溶解在液体中。对于大多数固体离子化合物溶质，它们的混合熵通常是正值，代表温度上升时，它们的溶解度也会增加。有一些不寻常的离子化合物，例如硫酸铈(III)溶于水中会变得有序，因此熵变为负，所以溶解度随温度升高而降低。

### 电导性
尽管离子化合物中含有带电的原子或原子团，它们在固态时不会导电。为了导电，带电粒子必须可以移动，而不是静止在晶格中。这在高温下可以一定程度上实现。当离子化合物溶于液体中或是融化成液体时，它们因为离子可以自由移动而可以导电。这种溶解或熔化时的电导率增加有时被用作离子化合物的定义特征。
在某些不寻常的离子化合物如快离子导体和离子玻璃中，一种或多种离子成分具有显着的可动性，即使在材料保持固体时也能导电。这通常高度依赖于温度，并且可能是相变或高缺陷浓度的结果。这些材料可用于所有固态超级电容器、电池、燃料电池以及各种化学传感器中。

### 颜色
离子化合物的颜色通常和组成离子在水溶液中的颜色或是同种化合物的水合物的颜色不同。
具有最具离子性的键的化合物中的阴离子往往是无色的（吸收带在光谱的紫外部分）。在离子性较少的化合物中，它们的颜色通过黄色、橙色、红色和黑色加深（因为吸收带向更长的波长转移到可见光谱中）。
当离子参与更多的共价相互作用时，它们的吸收带就会向更短的波长移动。这发生在金属离子的水合过程中，因此会吸收红外线的阴离子无色的无水离子化合物在溶液中会变得有颜色。

## 用处
离子化合物长期以来具有广泛的用处。很多矿物都是离子化合物。人类加工食盐（氯化钠）已有八千多年的历史，首先将其用作食品调味剂和防腐剂，现在它也用于制造、农业、水调节、道路除冰和许多其它用途。
像是食盐的可溶性离子化合物可溶于溶液中，形成电解质溶液。这是控制浓度和离子强度的简单方法。离子化合物溶质的浓度会影响许多依数性质，包括渗透压增加，并导致凝固点降低和沸点升高。因为溶质是带电离子，所以它们也增加了溶液的导电性。离子强度的增加降低了胶体粒子周围双电层的厚度，因此增加了乳浊液和悬浊液的稳定性。
离子化合物中的离子的化学性质在许多用途中也很重要。举个例子，可溶于水的氟化物可为饮水加氟提供氟离子。
固体离子化合物长期以来被用作油漆颜料，并且可以抵抗有机溶剂，但对酸或碱敏感。烟火技师在1801年描述含有金属离子的离子化合物，并广泛将其用作烟花中的颜色来源。在酷热下，金属离子或小分子中的电子会被激发，这些电子之后回到低能级，并放出具有该物种色谱特征的光。
在化学中，离子化合物常用作高温固态合成的前体。